# Coups de chapeau
Pour plus de détails, voir Fiche technique et Distribution.
Coups de chapeau est un court métrage français réalisé par Christian Stengel, sorti en 1950.

## Synopsis
À la suite d un héritage bien maigre, un chapeau et une paire de gants, un individu voit sa vie changée  sentimentalement et financièrement

## Fiche technique
- Titre : Coups de chapeau
- Réalisation : Christian Stengel
- Photographie : René Gaveau
- Musique : Georges Van Parys
- Production : Équipe Technique de Productions Cinématographiques
- Pays d'origine :  France
- Format : Noir et blanc - 1,37:1 - 35 mm - son mono
- Genre : Court métrage comique
- Durée : 22 minutes
- Année de sortie : France : 1950

## Distribution
- Robert Le Béal
- Roger Caccia
- Nathalie Alexeief-Darsène : l'héritière
- Marcel Pérès
- André Zibral
- Madame Morgan
- Simone Chambord
- Judith Magre